# Exile (banda estadunidense)
Exile é uma banda norte-americana de música country, que fez grande sucesso com a música "Kiss You All Over", no final dos anos setenta.